# Kodeks Haysa

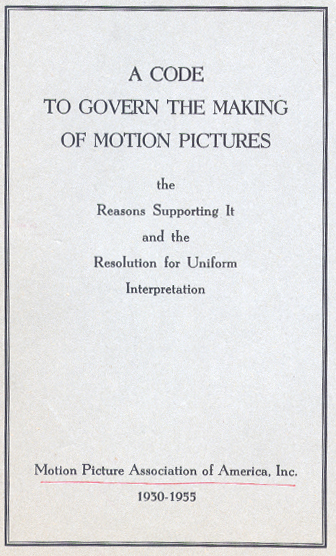
Strona tytułowa kodeksu

Kodeks Haysa (ang. Hays Code, Production Code, The Motion Picture Production Code of 1930) − spisany w latach 30. XX wieku i obowiązujący od lipca 1934 konserwatywny kodeks zajmujący się dopuszczalnością scen przedstawianych w filmach produkowanych i dystrybuowanych w Stanach Zjednoczonych. Nazwa pochodzi od nazwiska Williama Harrisona Haysa, amerykańskiego polityka i dyrektora generalnego poczty, któremu powierzono stworzenie kodeksu. 
Kodeks zabraniał realizacji filmu, który mógłby wpłynąć na obniżenie poziomu moralnego widzów i np. skłonić ich do popierania zbrodni i grzechu. Akt zabraniał m.in. pokazywania seksu pozamałżeńskiego, nagości i zmysłowych tańców, a także porodów, przedstawiania związków par mieszanych rasowo, nawiązywania do nieheteronormatywnych zachowań seksualnych np. homoseksualizmu, oraz „instruowania”, jak dokonywać przestępstw (np. włamań, podpaleń, przemytu). Zabronione było również pokazywanie porwań dzieci, prostytucji i narkomanii. Kodeks zakazywał pokazywania scen spożywania alkoholu, o ile nie było to absolutnie wymagane przez scenariusz (podobnie rzecz miała się np. z namiętnymi pocałunkami). Niedopuszczalne było ośmieszanie religii i przedstawianie osób ją reprezentujących jako czarnych charakterów bądź postaci komicznych. Osoba Chrystusa musiała być w filmie traktowana z szacunkiem i nie mogła być tematem komedii. Kodeks nakazywał, aby w pozytywnym świetle przedstawiać rodzinę i małżeństwo, a zdradę – jako rzecz nieatrakcyjną, za którą człowieka może spotkać kara. Można było pokazywać rozwody, ale pod warunkiem ukazania ich ujemnych skutków. Kodeks dopuszczał sceny uwodzenia i gwałtu, lecz tylko wtedy, gdy wymagała tego intryga. Sceny okrucieństwa wobec dzieci lub zwierząt były dopuszczalne wyłącznie wtedy, kiedy nie przekraczały granicy dobrego smaku.
Kodeks zakazywał również używania słów powszechnie uważanych za wulgarne bądź nieodpowiednie, np. określające narządy płciowe. W 1939 producenci filmu Przeminęło z wiatrem stoczyli batalię z MPPDA, aby pozostawić w nim wygłaszaną przez Clarka Gable’a kwestię: Frankly, my dear, I don’t give a damn, która w 2005 znalazła się na pierwszym miejscu sporządzonej przez American Film Institute listy „stu filmowych cytatów wszech czasów”.
Do zasad kodeksu stosowało się wielu producentów. Został odrzucony w latach 60. XX wieku pod wpływem zachodzących w Ameryce zmian obyczajowych, takich jak walka o prawa obywatelskie, prawa kobiet, powstające powoli związki działające na rzecz społeczności LGBT czy coraz silniejsze ruchy młodzieżowe.